# Sphecodes pulsatillae
Sphecodes pulsatillae là một loài Hymenoptera trong họ Halictidae. Loài này được Cockerell mô tả khoa học năm 1906.